# Esther Ze Naw Bamvo
Esther Ze Naw Bamvo (birmanisch အက်စတာဇေနော; geboren 14. Februar 1993) ist eine myanmarische Menschenrechtsaktivistin. 2021 zeichnete das Time Magazine sie zusammen mit Ei Thinzar Maung als eine der 100 einflussreichsten Persönlichkeiten des Jahres aus.

## Leben
Esther Ze Naw Bamvo gehört der ethnischen Minderheit der Kachin an und stammt aus einer christlichen Familie. Sie studierte an der Universität und promovierte.
Als 2011 ein siebzehn Jahre andauernder Waffenstillstand zwischen dem myanmarischen Militär und der Rebellengruppe Kachin Independence Army brach, wurde die junge Frau zur Aktivistin. In den Bundesstaaten Shan und Kachin half sie damals vertriebenen Zivilisten und setzte sich dabei brutalen Zusammenstößen mit der Armee aus. In den Flüchtlingslagern, in denen es keine Bildungseinrichtungen gab, gründete sie zusammen mit anderen die Candle Library Foundation und schuf 24 Büchereien, um den Menschen Zugang zu Büchern zu geben. Im April 2018 war sie an der Organisation eines Protests gegen eine Militäraktion beteiligt, in deren Verlauf 20 000 Dorfbewohner vertrieben wurden. Mitte 2018 lebten bereits 150 000 Vertriebene im nördlichen Myanmar. Esther Ze Naw Bamvo gab 2018 an, sie werde von einer speziellen Polizeieinheit überwacht, die dem Ministry of Home Affairs (deutsch: Ministerium für Inneres) unterstehe. Als eines von drei Ministerien stehe dieses unter der Kontrolle der Streitkräfte, die in der Landessprache Tatmadaw genannt werden.
Als 2015 zum ersten Mal seit Jahrzehnten in Myanmar demokratisch gewählt wurde und die NLD gewann, kam Esther Ze Naw Bamvo zu der Ansicht, dass eine grundlegende Veränderung des politischen Systems nötig sei. Dafür sei die Abschaffung der Verfassung von 2008, die den Militärs 25 % der Sitze im Parlament garantierte, ebenso erforderlich wie die Einführung eines föderalen Systems, das ethnischen Minderheiten mehr Rechte verleihe. Ihrer Meinung nach standen sowohl die NLD als auch das Militär diesem Wandel entgegen. Die Aktivistin kritisiert die NLD wegen der Missachtung von Minderheiten.
Esther Ze Naw Bamvo war eine der Leiterinnen des Kachin Peace Network und ist dort immer noch in der Jugendarbeit tätig. Während der COVID-19-Pandemie unterstützte sie in diesem Rahmen die Vertriebenen bei Schutzmaßnahmen. Dabei setzte sie sich der Gefahr aus, als Unterstützerin der Kachin Independence Army angesehen zu werden.
Sie setzt sich für die in Myanmar verfolgten Rohingya ein. Der Internationale Strafgerichtshof und der Internationale Gerichtshof führen Ermittlungen zu Vorwürfen eines Völkermords an den Rohingya, der während der Regierungszeit der Politikerin Aung San Suu Kyis in Myanmar geschehen sein soll. Suu Kyi bestritt vor Gericht, dass die Streitkräfte in der Absicht gehandelt hätten, an den Rohingya einen Genozid zu verüben, und verteidigte damit das Militär. Gegen diese Darstellung protestierte Esther Ze Naw Bamvo im November 2019 beim Internationalen Gerichtshof.
Zusammen mit Ei Thinzar Maung führte sie in Rangun die erste Demonstration in Yangon gegen den Militärputsch in Myanmar 2021 an, an der über 5000 Menschen teilnahmen.

## Ämter und Mitgliedschaften
- 2012: Mitgründerin der Candle Mobile Library Foundation[3]
- Langjährige Leiterin und Verantwortliche der Jugendorganisation des Kachin Peace Network
- 2017: Vertreterin Myanmars bei der Asia-Pacific Youth, Peace and Security in Bangkok[3]
- Mitglied des technischen Teams der National Ethnic Youth Alliance.[3]

## Auszeichnungen
- 2021: Time Magazine: zusammen Ei Thinzar Maung auf die Liste der 100 einflussreichsten Persönlichkeiten des Jahres gewählt[5]